# Konkurs Fizyczny Lwiątko
Ogólnopolski Konkurs Fizyczny "Lwiątko" – konkurs fizyczny dla uczniów szkół podstawowych (tylko 7 i 8 klasy), gimnazjalnych i średnich. Konkurs Lwiątko wzorowany jest na konkursie Kangur Matematyczny.

## Historia
Na pomysł organizacji konkursu z fizyki według zasad obowiązujących w konkursie matematycznym Kangur wpadli nauczyciele Lwowskiego Liceum Fizyczno-Matematycznego przy Uniwersytecie Lwowskim im. Iwana Franki: Wołodymyr Iwanowycz Ałeksijczuk, Daria Dmytriwna Bida, Rajisa Hryhoriwna Kuzyk, Ihor Mychajłowycz Tełycz. Pierwszy konkurs na Ukrainie został zorganizowany przez nich w 2001 roku.
Organizatorzy zaproponowali rozszerzenie konkursu na Polskę. Pierwszy konkurs został zorganizowało w Polsce w 2003 roku. W latach 2003–2008 organizatorem konkursu było I Społeczne Liceum Ogólnokształcące w Warszawie. W latach 2009–2017 organizacją konkursu zajmowało się Stowarzyszenie Absolwentów i Przyjaciół V Liceum Ogólnokształcącego im. Augusta Witkowskiego w Krakowie. W roku 2018 konkurs się nie odbył. Od 2019 organizatorem konkursu jest Fundacja Akademia Młodych Fizyków.
Z uwagi na ukraińskie pochodzenie, konkurs początkowo nazywał się Polsko–Ukraińskim Konkursem Fizycznym. Zdarzało się, że nazwa ta powodowała błędną interpretację "Lwiątka" jako konkursu międzynarodowego, dlatego nazwę zmieniono na Ogólnopolski  Konkurs  Fizyczny "Lwiątko".

## Format
Konkurs przeprowadzany jest w formie 75-minutowego testu jednokrotnego wyboru, składającego się z 30 pytań, po 10 pytań za 3, 4 i 5 punktów.
Do każdego zadania podanych jest pięć możliwych rozwiązań, z których tylko jedno jest poprawne.
Rozwiązujący otrzymuje odpowiednią liczbę punktów za podanie poprawnej odpowiedzi, 0 punktów za brak rozwiązania, a za błędną odpowiedź odejmowane jest 25% odpowiedniej liczby punktów za dane pytanie. Każdy uczestnik otrzymuje 30 punktów początkowych, więc minimalna końcowa liczba punktów wynosi 0, a maksymalna 150.
Konkurs przeprowadzany jest na 5 poziomach, z innym testem dla każdego poziomu:
| Poziom | System oświaty z gimnazjum      | System oświaty bez gimnazjum  |
| ------ | ------------------------------- | ----------------------------- |
| 1      | I i II gimnazjum                | VII i VIII szkoły podstawowej |
| 2      | III gimnazjum                   | I liceum i technikum          |
| 3      | I liceum i technikum            | II liceum i technikum         |
| 4      | II liceum i technikum           | III liceum i technikum        |
| 5      | III liceum i III i IV technikum | IV liceum i IV i V technikum  |

Udział w konkursie jest płatny i wynosi 18 zł. Zebrane środki przeznaczone są na koszty organizacyjne i zakup nagród dla najlepszych uczestników.